# التیناهر
التیناهر (به آلمانی: Altenahr) یک شهر در آلمان است که در راینلاند-فالتس واقع شده‌است.

## خصوصیات
التیناهر ۱۴٫۸۴ کیلومترمربع مساحت دارد ۱۷۰ متر بالاتر از سطح دریا واقع شده‌است.